# Giovanni Battista Balbis
Giovanni Battista Balbis (Moretta, Província de Cuneo, 17 de novembro de 1765 — Turim, 1831) foi um botânico, médico e político italiano.

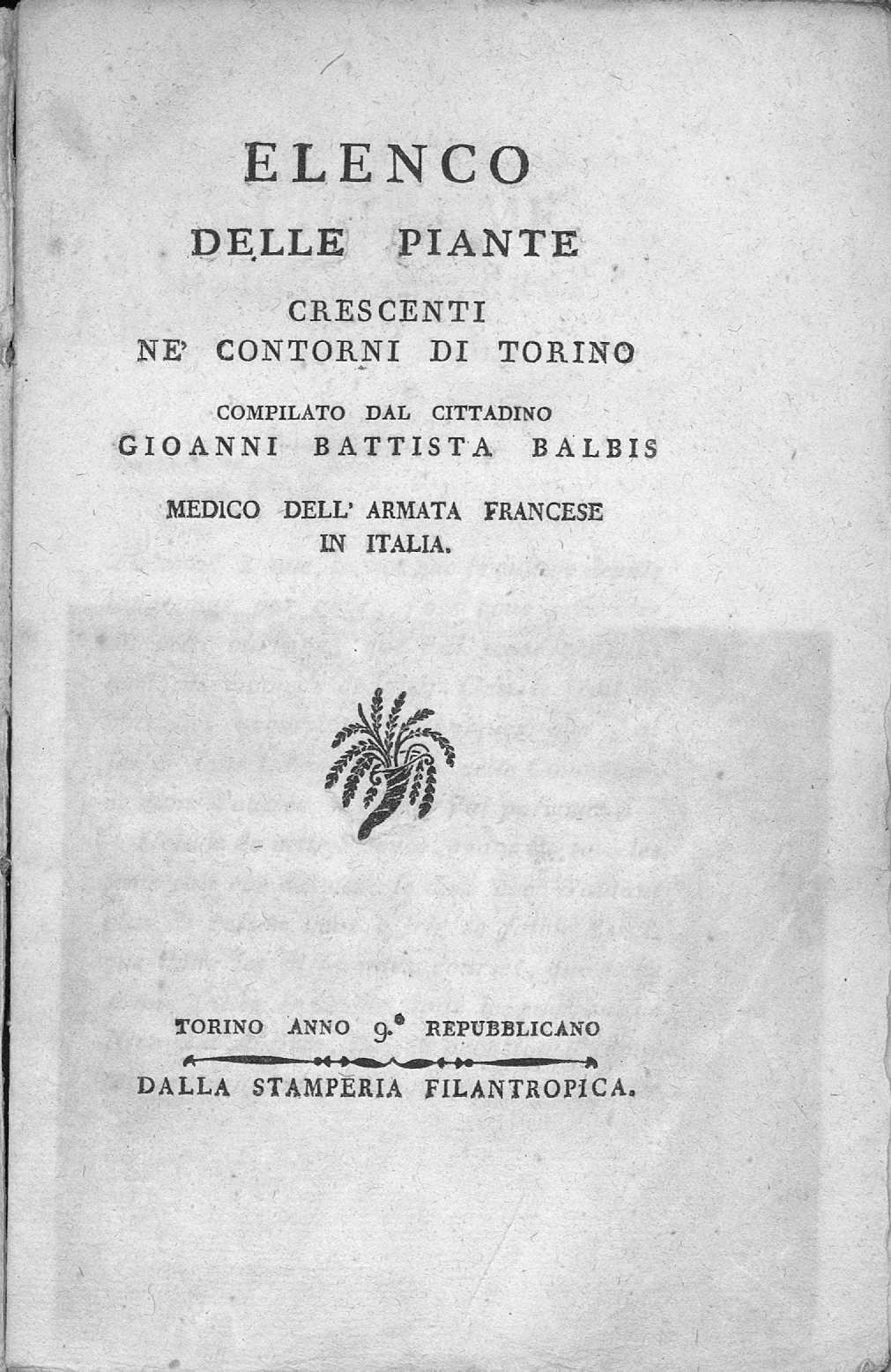
Elenco delle piante crescenti ne' contorni di Torino, 1800-1801

## Biografia

### Os primeiros anos
Nascido em Moretta, frequentou as escolas primárias de sua cidade natal. Em seguida, obtendo uma vaga no  Collegio delle Province, criado por  Vítor Amadeu II de Saboia (1666-1732), partiu para Turim  para estudar filosofia, e  medicina em 1788.  
Fascinado pela botânica,  Balbis realizou um recenseamento das espécies vegetais presentes nas cercanias de  Valdieri, uma pequena cidade do Vale Gesso nos  Alpes Marítimos. Este estudo foi incorporado e publicado em 1793 na obra "Des eaux sulphureuses et thermales de Vaudier" do químico Giovanni Antonio Giobert (1761-1834).

### A vida política
De tendência liberal e progressista, ele envolveu-se em 1794 nos movimentos revolucionários piemontese contra os soberanos da Casa de Saboia e, devido as ideias que professava, foi exilado na França.
Na França, explorando as suas competências médicas, obteve a partir de dezembro do mesmo ano o posto de médico militar. Três anos depois, foi nomeado médico-chefe do exército francês e enviado à Itália para tentar anexar o reino de Saboia à República.
No fim de  1798, quando as tropas francesas ocuparam Turim, e com a fuga de do rei  Carlos Emanuel IV da Sardenha (1751-1819), Balbis pôde retornar finalmente para a sua cidade. Em 19 de dezembro do mesmo ano foi nomeado membro do recém criado  Governo provisório da Nação Piemontesa, instituído pelo general francês Barthélemy Catherine Joubert (1769-1799), jurando solenemente  "ódio eterno à tirania, amor eterno à liberdade, à igualdade e à virtude".
Em fevereiro do ano seguinte foi nomeado presidente deste governo enfrentando uma situação financeira bastante desastrosa.  Por esta razão, decidiu com o apoio de outros políticos, criar um banco de crédito utilizando como garantia os bens do clero que havia confiscado, transformando-os em patrimônio nacional ( do mesmo modo  como havia sido feito na França em 2 de novembro de 1789, sob a égide da  Assembléia constituinte).
Inspirado pelas ideias da nova República francesa, Balbis e outros membros do governo aventaram rapidamente a ideia da possibilidade de anexar Piemonte à França.  Para ter êxito e dar corpo ao projeto lançaram uma campanha de propaganda política, cada um nas localidades onde tinham mais reações e peso político. Balbis ocupou-se de recolher apoios em Saluzzo e nas aldeias vizinhas.
Em 9 de março de  1799, como resultado da votação popular, uma comissão chegou à Paris para anunciar a vontade dos piemoteses de reunir-se à República da França.
Esta situação não durou muito tempo : o exercito austro-russo conduzido pelo general russo  Alexander Vasilievich Suvorov (1729-1800) avançou rapidamente para Piemonte e, em maio do mesmo ano,  conseguiram restabelecer o governo da  Casa de Saboia, enquanto os republicanos jacobinos  batiam em retirada.
A sede do governo republicano foi transferida para  Pinerolo, e depois em  Fenestrelle. Em 26 de maio, quando os austro-russos  entraram vitoriosos em Turim, iniciou-se à caça aos soldados franceses, obrigando Balbis refugiar-se novamente na França, onde reassumiu o cargo de médico militar.
Informado da derrota sofrida em Piemonte, Napoleão Bonaparte, então Consul, recém voltado da Campanha do Egito, ordenou imediatamente a formação de um exército de sessenta mil homens que seria conduzida por ele mesmo para a Itália.
O exercito francês partiu de Paris em 6 de maio de  1800, conseguindo em 15 de maio forçar a passagem  pelo  Grande São Bernardo e, após ter tomado o forte  Bard, entrou em  Milão em 1º de junho. Depois de ter cruzado o  Rio Pó derrotou em 9 de junho o exército imperial austríaco em  Montebello e,  em 25 do mesmo mês, graças ao sacrifício do general  Louis Charles Antoine Desaix (1768-1800), ganhou a famosa  Batalha de Marengo.
Balbis, desta maneira, assistiu à reanexação de sua pátria à França e à nova proclamação da República.

### A carreira de botânico
Estabelecido novamente em Piemonte, decidiu no ano seguinte retirar-se da vida política para dedicar-se inteiramente à ciência. 
A Universidade de Turim convidou-o para assumir a função de professor de botânica e diretor do Jardim botânico de Turim que nos últimos anos , após a saída de Carlo Allioni (1728-1804), quase tinha caído em ruínas devido  a falta de recursos financeiros. Apesar do esforço do guardião-chefe Molineri, as plantas existentes no Jardim estavam em más condições de conservação e em total desordem.
Balbis, com fortes antecedentes políticos, teve o êxito de atrair o interesse do general francês  Menou, então administrador-chefe do  Departamento de Pó. Com as ajudas, unidas ao seu conhecimento e a perseverança do seu responsável Molineri, o jardim botânico reencontrou a sua beleza perdida.
Durante os treze anos do seu mandato, Balbis  conseguiu aumentar o acervo do jardim em aproximadamente 1.900 espécies, graças aos contatos  que  manteve com os botânicos mais famosos e com as organizações científicas da Europa.
Por ocasião das suas excursões botânicas, era comum vê-lo  nas redondezas de Turim  descrevendo  as características botânicas ou curativas de uma planta coletada pelos seus  numerosos estudantes que o seguiam  sempre.
Graças a sua fama, que excedia  as fronteiras de  Piemonte, foi eleito  membro da "Academia das Ciências de Turim" e, em seguida, presidente  da  "Sociedade Agrária de Turim". Desempenhou também  o papel de  correspondente de numerosas sociedades científicas estrangeiras.
A prova da notoriedade adquirida por Balbis e a consideração dos seus confrades da época foi o fato  de Carl Ludwig von Willdenow (1765-1812), um famoso botânico alemão, dedicar-lhe  em  1803 num novo gênero de plantas, "Balbisia", conhecido na época por apresentar uma única espécie, a   Balbisia elongata.
Contudo, na sequência da queda de Napoleão em  1814 e da restauração do trono de Saboia, ele  caiu em desgraça. Devido a sua colaboração com os franceses foi excluído da nova organização da "Academia Real das Ciências",  sendo forçado por falta de meios financeiros a residir  numa pequena casa do bairro de Crocetta em Turim, onde encontrava-se o jardim experimental da Sociedade Agrária. A casa era de propriedade do químico Evasio Borsarelli, diretor do  jardim e amigo íntimo de Balbis.
Lá, dedicou o seu tempo cultivando  plantas raras, colaborando com Borsarelli e ajudando como médico os pacientes desfavorecidos que se apresentavam a ele à procura de ervas medicinais.
Felizmente, o eco da sua fama chegou rapidamente até o rei Vítor Emanuel I da Sardenha que, informado das  capacidades e da competência do botânico, nomeou-o professor emérito, atribuindo-lhe uma renda e, ainda, conduzindo-o como membro na Academia Real das ciências e na Sociedade Real de Agricultura.
Pouco depois, Domenico Nocca,  professor de botânica da Universidade de Pavia e diretor do jardim botânico anexo  decidiu inventariar a flora local,  pedindo à Balbis que o ajudasse no trabalho de classificação. O resultado da sua colaboração foi publicado sob o título de "Flora ticinensis " em dois volumes, o primeiro em 1816 e o segundo em 1821.

### Estadia em Lyon
Em 1819, foi-lhe oferecido a direção do  Jardim Botânico de Lyon e a cadeira de professor de botânica. Empossado, empreendeu imediatamente  a reorganização do Jardim que havia sido negligenciado no período anterior. Do mesmo modo que fez em Turim, estabeleceu imediatamente contatos por correspondência com os diretores  dos principais  jardins botânicos da Europa, trocando com eles informações e sementes,  aumentando rapidamente o número de espécies vegetais cultivadas no jardim. Ao mesmo tempo, ocupou-se de reorganizar e enriquecer o herbário, sem  negligenciar a sua coleção que havia trazido da Itália.
Durante a sua estadia em Lyon  fixou como objetivo inventariar  as espécies botânicas presentes na região, viajando  frequentemente para  Paris e Genebra para consultar grandes  herbários dos  museus de história natural e  visitar os mais famosos  botânicos destas cidades.
Em 1820, foi nomeado membro da "Academia das Ciências de Lyon", da "Sociedade de Medicina" e da "Sociedade de Agricultura". Em 1822, contribuiu para a fundação da "Sociedade Linneana de Lyon", e quatro anos  após  presidiu as quatro sociedades.
Os seus cursos e excursões botânicas eram muito frequentados, não somente pelos seus alunos  mas também por numerosos amadores.
A sua notoriedade  foi estabelecida definitivamente em 1827 com a publicação do primeiro volume  ( o segundo foi publicado no ano seguinte) da sua obra "Flore Lyonnaise", fruto do seu trabalho de investigação e de classificação realizado durante a sua estadia na cidade.

### Os últimos anos
Em  1827, Balbis passou a ter sérios aborrecimentos de saúde e, em 1830,  apesar da lamentação das mais elevadas autoridades de Lyon, retornou à Piemonte para tratamento. 
Partiu para Turim em setembro do mesmo ano levando junto  sua coleção de livros e o seu rico herbário, e a coleção de Allioni que mantinha sempre  conservado e limpo separadamente da sua, embora fosse  o  proprietário legítimo.
Apesar dos cuidados e das atenções dos seus pais e amigos, morreu em Turim no dia 13 de fevereiro de  1831, com a  idade de 66 anos.
Pela vontade de Balbis o herbário de Allioni foi confiado à Matthieu Bonafous ( 1795-1852).
, um  dos maiores conhecedores de história natural da época, admirador  e amigo do botânico. O herbário de Balbis  ficou como herança ao seu sobrinho, Vincenzo, que morreu  alguns meses depois. O herbário permaneceu  ainda alguns meses  em Moretta, sendo então comprado pela Universidade de Turim que depositou-o no jardim botânico, onde ainda está conservado atualmente.

## Reconhecimentos
O famoso  botânico suíço Alphonse Louis Pierre Pyrame de Candolle (1806-1893), escreveu a respeito de Balbis:
« Seu coração, seu caráter moral formam  parte necessária do elogio de seus trabalhos, tanto sabia unir seu afeto e os seus gostos científicos, por conseguinte, não temo de exprimir  aqui as lamentações profundas de amizade após ter recordado os serviços que Balbis  rendeu  à ciência » ( extraído da Bibliothèque universelle).
Após  sua morte, os seus amigos e admiradores construíram na parte do  cemitério reservada à família Bonafous  um monumento de cinco metros de altura,  desenhado pelo arquiteto Gaetano Lombardi. Sobre este monumento foi esculpido a efígie de Balbis como era nos últimos anos de sua vida, a imagem de uma "Balbisia" e uma inscrição em latim:
« Joanni Baptistae Balbis, optimi civi et rei herbariae inter Italos summo, amici posuerunt ».
A comunidade de Turim dedicou-lhe o nome de uma rua. 
A comunidade de Moretta, sua cidade natal, deu seu nome a uma rua e a uma escola secundária.

## Publicações
- Enumerazione delle piante che crescono intorno alle sorgenti de Valdieri. Publicado em  1793 na obra  "Des eaux sulphureuses et thermales de Vaudier" do prefessor G.A. Giobert.
- Elenco delle piante crescenti nei dintorni de Turin. Turim, ano  IX, republ., stamperia Filantro, um volume dos oito da obra additamentum ad floram pedemontanam.
- Observations sur le Oeillets avec la description des trois espèces de Dianthus. Um fascículo de quatro com três ilustrações,  publicado nas  "Mémoires de l’Académie des sciences, littérature et beaux arts de Turin", edição ano IX.
- Sur trois nouvelles espèces d’Hépatiques ajoutées à la Flore du Piémont. Um fascículo com duas ilustrações,  publicado nas "Mémoires de l’Académie des sciences, littérature et beaux arts de Turin", edições anos  X e XI.
- Miscellanea botanica. Um volume de quatro com 11 ilustrações publicado nas "Mémoires de l’Académie des sciences, littérature et beaux arts de Turin", edição ano XI.
- De crepidis nova espèce ; adduntur etiam aliqout cryptogamae florae pedemontanae. Publicado nas  "Mémoires de l’Académie des sciences, littérature et beaux arts de Turin", edição ano  XII.
- Miscellanea altera botanica. Publicado nas    "Atti de la Reale Accademia delle Scienze di Torino" de 19 de junho de  1806.
- Flora Taurinensis, seu enumeratio plantarum circa taurinensem urbem crescentium. Turin, 1806, ex tipografia F. Grossi.
- Horti Academiae Taurinensis stirpium minus cognitarum aut forte novarum icones et descriptiones. Um fascículo de quatro publicado nas  "Atti de la Reale Accademia delle Scienze di Torino" de 2 de junho de  1810.
- Materies medica praelectionibus Acad. accomodata 1811 en aedibus Academiae Taurinensis". Publicado em dois volumes de oito, 1811.
- Elenchus recentium stirpium quas pedemontanae florae addendas censet J. B. Balbis m. d. exhibitus die 26 maj 1816 Aug. Taur.. 1816.
- Flora Ticinensis, seu enumeratio plantarum quas en peregrinationibus multiplicibus plures per annos solertissime en Papiensi agro peractis observarunt et colligerunt Dominicus Nocca et Joannes Baptista Balbis publici rei herbariae professores. 1º volume publicado em  1816, 2º volume publicado em  1821.
- Flore Lyonnaiese ou description des plantes qui croissent dans les environs de Lyon et sur le mont Pilat. Lyon, 1º volume publicado em 1827, 2º  volume publicado em  1828.